# Abebe Bikila
Abebe Bikila (Jato, Etiopija, 7. kolovoza 1932. – Addis Abeba, 25. listopada 1973.) je dvostruki olimpijski pobjednik u maratonu iz Etiopije.

## Olimpijske pobjede i nastupi
Abebe Bikila je postao nacionalni junak nakon pobjede u maratonu na Olimpijskim igrama u Rimu 1960, postavivši ujedno i svjetski rekord u maratonu u vremenu 2 sata, 15 minuta i 16.2 sekundi.
Po drugi puta je triumfirao na Igrama u Tokiju 1964. Iako je svega 6 tjedana prije Igara imao operaciju slijepog crijeva, ipak je pobijedio ponovno s novim svjetskim rekordom u vremenu 2 sata, 12 minuta i 11,2 sekundi.
Bikila je nastupio i na trećim Igrama za redom, i to na Igrama u Meksiku 1968 ali više nije bio u pobjedničkoj formi te je odustao nakon 17 kilometara.

## Zanimljivosti
Svakim svojim nastupom Bikila je zadivio svijet:
- Prilikom prve Olimpijske pobjede u Rimu Bikila je trčao bos! Navodno je tako navikao trčati, te se nije dobro osjećao prilikom trčanja u bilo kakvoj obući. Ipak, na sljedećim Igrama je prihvatio obuću, te je u Tokiju pobijedio trčeći u atletskim sprintericama.
- Pobjeda u Tokiju je došla nakon fantastičnog oporavka od operacije 6 tjedana ranije, koja je u mnogome utjecala na plan treninga i priprema. Ipak, Bikila je toliko superiorno odradio utrku da je nakon prolaska kroz cilj još neko vrijeme zabavljao publiku radeći različite skokove i druge vježbe, dok su njegovi konkurenti polako ulazili u cilj potpuno iscrpljeni.
- Na igrama u Meksiku nije bio u vrhunskoj formi zbog već poodmaklih godina ali i visoke nadmorske visine na kojoj se odvijalo natjecanje. Ipak, svojom podrškom pomogao je sunarodnjaku Mamo Woldeu da dođe do pobjede i zadrži dominaciju Etiopije u maratonskim utrkama.

## Nakon karijere
Nažalost, Bikila nije dugo uživao u svom zasluženom statusu sportske legende i nacionalnog heroja u Etiopiji. Doživio je prometnu nesreću 1969. godine nakon koje je ostao paraliziran od pojasa na dolje. Nekoliko godina kasnije je od komplikacija uzrokovanih tom ozljedom i umro.
U njegovu čast je stadion u glavnom gradu Etiopije, Adis Abebi, nazvan njegovim imenom.